# Vicenç Rodes i Àries
Vicenç Rodes i Àries   (Alacant, 1783 - Barcelona, 23 de gener de 1858) fou un pintor valencià.

## Biografia
Estudià a l'Escola de Dibuix d'Alacant i fou pensionat per continuar els seus estudis a l'Acadèmia de Sant Carles de València, on es diplomà el 1815 i en fou acadèmic supernumerari el 1817 i de mèrit el 1818. Conreà la miniatura i el retrat al pastel, tècnica que fou la seva gran especialitat. El 1820 anà a Barcelona per a fer el Retrat del Comte de Santa Clara, i amb el temps esdevingué retratista de referència de la burgesia catalana. En morir Salvador Mayol (1834), el succeí com a cap de la sala de pintura de l'Escola Llotja, de la que serà director interí el 1837 i director general des del 1840 fins a la seva mort. El 1850 fou nomenat acadèmic de l'Acadèmia de Belles Arts de Sant Jordi i de Sant Lluís de Saragossa. Va morir a Barcelona el 23 de gener de 1858 a l'edat de 70 anys.

## Obra
Autor dels retrats de Ferran VII, del General Castaños, del Comte d'Espanya, del General de la Rocha, etc. Té obra a l'Acadèmia de Sant Jordi (Abraham i Agar, 1834; Retrat de Damià Campeny, 1838) i al Museu Nacional d'Art de Catalunya. Pintor d'estil neoclàssic, amb certa influència del pintor francès Ingres, els seus retrats destaquen pel seu gran realisme.